# Lady Andrade
Lady Patricia Andrade Rodríguez (sinh ngày 10 tháng 1 năm 1992) là một cầu thủ bóng đá quốc tế người Colombia chơi cho câu lạc bộ địa phương Independiente Santa Fe. Cô là một tiền vệ tấn công cũng có thể chơi trong vai trò là một tiền đạo.

## Nghề nghiệp
Andrade là một cầu thủ trong đội tuyển Colombia tham gia FIFA World Cup Nữ 2011, ra sân một lần. Tại Thế vận hội Mùa hè 2012, cô có hai lần ra sân. Trong một trận đấu của đội tại Thế vận hội với đổi thủ là đội tuyển Hoa Kỳ, cô đấm cầu thủ đối phương Abby Wambach vào mắt phải, dẫn đến án cấm hai trận. Andrade ký hợp đồng với câu lạc bộ Phần Lan Naisten Liiga PK-35 vào mùa xuân năm 2013.
Andrade tạo nên dấu ấn của mình trên sân khấu thế giới trong Giải vô địch bóng đá nữ thế giới 2015 tại Canada. Cô là cầu thủ ghi bàn hàng đầu của Colombia tại giải đấu này với hai bàn thắng.
Cô ký kết bởi Western New York Flash của NWSL vào ngày 7 tháng 7 năm 2015. Cô rời khỏi đội Flash sau đó vào ngày vào ngày 20 tháng 5 năm 2016.
Vào tháng 9 năm 2016, cô chuyển tới Thổ Nhĩ Kỳ và ký hợp đồng ba năm với 1207 Antalyaspor.
Trong trận đấu đầu tiên của mùa giải 2016–17 tại Giải bóng đá nữ đầu tiên của Thổ Nhĩ Kỳ, cô ghi hai bàn thắng và giúp đội của cô giành chiến thắng đội bóng chủ nhà với tỉ số 2 - 1.